# Großharthau
Großharthau est une localité et la commune qui y correspond dans le Sud-Ouest de l'arrondissement de Bautzen et le district de Dresde dans l'État de Saxe en Allemagne. Elle est située sur la Bundesstraße 6 à mi-chemin entre Dresde et Bautzen et distante de ces deux villes de 25 km environ. La commune forme avec Frankenthal la communauté d'administration de Großharthau.